# Periclimenaeus truncatus
Periclimenaeus truncatus är en kräftdjursart som först beskrevs av M. J. Rathbun 1906.  Periclimenaeus truncatus ingår i släktet Periclimenaeus och familjen Palaemonidae. Inga underarter finns listade i Catalogue of Life.